# Lielahti massafabrik
Lielahti massafabrik var en sulfitcellulosafabrik i Ylöjärvi socken, nära Tammerfors, grundad 1914 av AB J. W. Enqvist.
Man hade 1930 omkring 200 anställda. Fabriken lades ned 1965